# Numidie
Numidie (berbersky Inumiden) byla starověkým berberským královstvím v severní Africe, které se později stalo římskou provincií. Toto království se nacházelo na severovýchodě dnešního Alžírska. Sousedilo jednak s římskou provincií Mauretanie (dnešní severní Maroko a severozápadní Alžírsko) na západě a jednak s římskou provincií Afrika (současné Tunisko) na východě. Na severu bylo omýváno Středozemním mořem, zatímco na jihu bylo ohraničeno saharskou pouští.

## Historie
Jméno Numidie poprvé použili římští historikové ve 3. století př. n. l. jako označení země ležící západně od Kartága, zahrnující celý Maghreb až k řece Mulucha (Muluya, asi 150 km na západ od Oranu). 

Mapa Numidie 230 př. n. l.

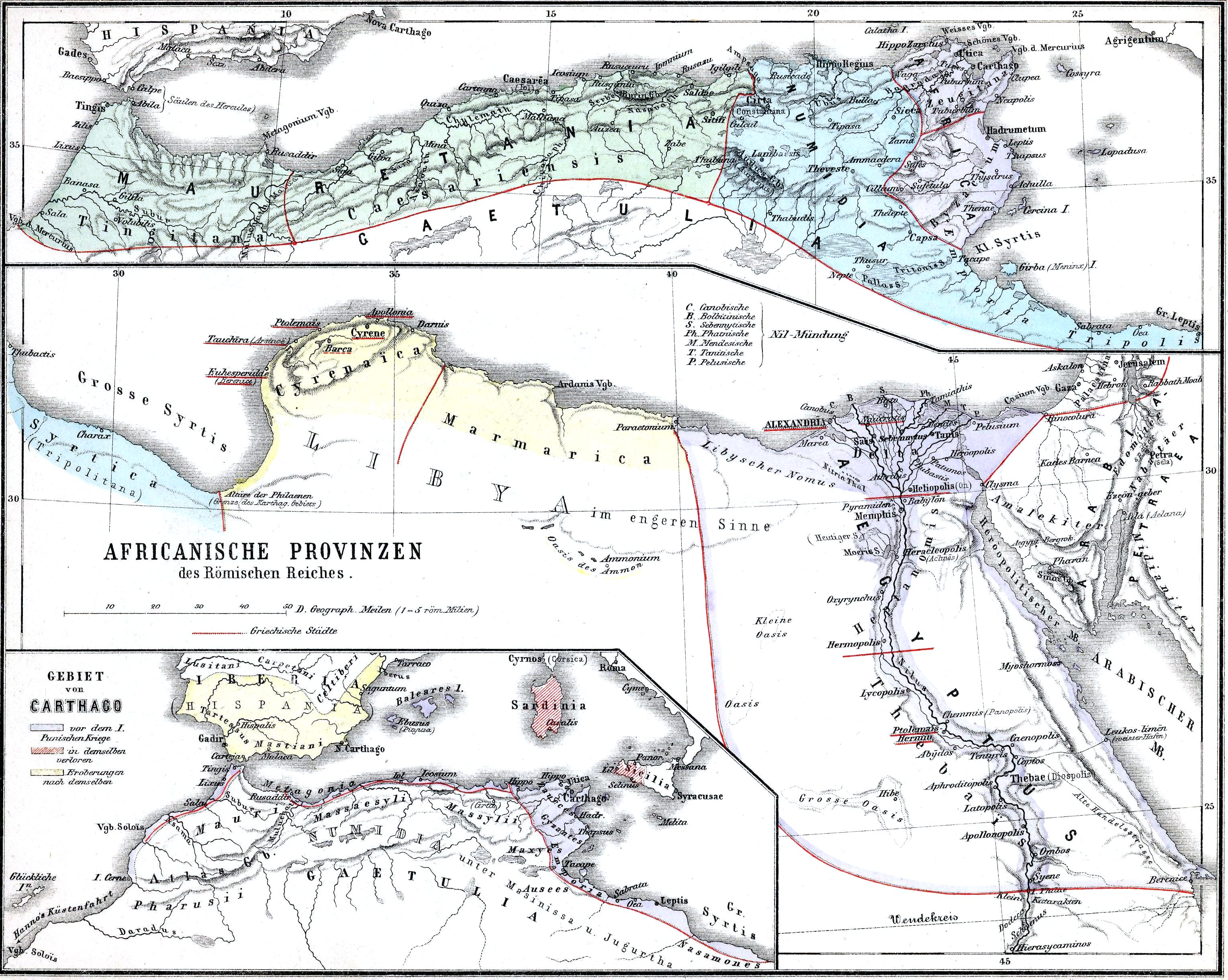
Severní Afrika pod římskou nadvládou

Numiďané náleželi etnicky ke dvěma velkým kmenům: Massyli ve východní Numidii a Massaesyli na západě. Během druhé punské války se východní kmeny připojily na stranu Římanů, zatímco Massaesylové setrvali po boku Kartága. Na konci války ustavili vítězní Římané náčelníka Massylů, Massinissu, králem celé Numídie. Jeho území se tak rozprostíralo od Mauretanie až k hranicím kartaginského území a na jihovýchodě až ke Kyrenaice, takže Numidie na kontinentě zcela obklopovala Kartágo (Appiános, Punica).
Po smrti Jugurthy (104 př. n. l.) byla západní Numidie připojena k území mauretánského krále Boccha, zatímco zbytek země zůstal pod vládou Massinissových potomků až do doby občanské války mezi Caesarem a Pompeiem. Poté, co byl Cato mladší poražen Caesarem, spáchal v Utice sebevraždu (46 př. n. l.) a Numidie se stala provincií Africa Nova, dokud Augustus nedosadil na trůn Jubu II. (syna Juby I., jenž bojoval na straně Pompeiovců) po bitvě u Actia. Manželkou Juby II. byla Kleopatra Seléné, dcera Kleopatry VII. a Marca Antonia.
Brzy poté, roku 25 př. n. l., byl Juba určen za krále Mauretanie a Numidie byla rozdělena mezi Mauretanii a provincii Africa Nova. Za vlády Septimia Severa (po roce 193 n. l.) byla Numidie osamostatněna (v rámci římské říše) a nadále byla spravována římským prokurátorem. Konečně po reorganizaci správy impéria za Diocletiana se Numidie stala jednou ze sedmi provincií africké diecéze, známá jako Numidia Cirtensis.
Vpádem Vandalů v roce 428 započal její pomalý úpadek.

## Významná města
Numidie byla vystavena silné romanizaci, k čemuž velkou měrou dopomohly místní římské kolonie. Mezi klíčová města římské Numidie patřilo hlavní město Cirta (se svým přístavem Rusicada) a Hippo Regius (dnešní alžírské město Annaba) na severu. Ve vnitrozemí na jihu vedly vojenské cesty do Theveste (Tebessa) a Lambaesis (Lambessa), což dokládají tamní hojné památky z římských dob. V Lambaesis byla umístěna římská legie (Legio III Augusta), neboť místo bylo strategicky velmi významné a ovládalo průsmyky v Mons Aurasiu, horském masívu oddělujícím Numidii od gaetulských pouštních kmenů, které byly v průběhu dalších staletí postupně podmaněny Římany. Dle pramenů získalo celkem dvacet sídel – společně s již uvedenými městy – dříve či později status římské kolonie.